# حمام ملا هادی
حمام ملا هادی مربوط به دوره قاجار است و در اردبیل ، میدان عالی قاپو ، محله ملا هادی ، کوچه آیشم واقع شده و این اثر در تاریخ ۲۵ مهر ۱۳۸۳ با شمارهٔ ثبت ۱۱۱۹۴ به‌عنوان یکی از آثار ملی ایران به ثبت رسیده است .